# Vincenzo Azzolini
Vincenzo Azzolini (Napoli, 5 dicembre 1881 – Roma, 2 agosto 1967) è stato un banchiere italiano.
Fu Governatore della Banca d'Italia dal 1931 al 1944, erede riconosciuto di Bonaldo Stringher, primo Governatore della Banca d'Italia. Il suo mandato da Governatore coincise in gran parte con il ventennio fascista.
Nell'agosto 1944 fu accusato di tradimento per la consegna del patrimonio aureo della Banca d'Italia ai tedeschi. Accusa definitivamente annullata con sentenza dalla corte di cassazione il 14 febbraio 1948, con la motivazione che "...il fatto non costituisce reato".
Anziche adottare il sotterfugio di nascondere l'oro suggerito dal vicedirettore generale  Niccolò Introna, Azzolini lasciò che il patrimonio aureo fosse trasferito al Nord. Questo, poiché riteneva che i comandi tedeschi fossero a conoscenza della presenza del metallo prezioso nei caveaux di via Nazionale e del suo esatto ammontare. 
Dopo il trasferimento del patrimonio aureo al Nord, Azzolini si adoperò perché una parte dell'metallo prezioso oggetto delle mire naziste fosse utilizzato per saldare un grosso debito contratto con le banche svizzere da alcuni enti italiani, con il risultato di salvaguardare la possibilità per il nostro paese di avere, a guerra finita, credito dai grandi organismi internazionali, tutelando in questo modo il buon nome dell'Italia e dell'istituto di emissione nel consesso delle banche centrali.
Fu l'ultimo governatore a usufruire dell'alloggio di servizio allora esistente a Palazzo Koch. La Banca d'Italia gli pagava ogni spesa, compresa la sistemazione dell'appartamento di servizio per un ammontare di oltre 2 milioni di lire di allora e il costo del personale.
Azzolini riuscì a salvare i gioielli della Corona dei Savoia, depositandoli in forma privata presso la filiale della Banca d'Italia di piazza del Parlamento a Roma.

## Biografia
Vincenzo Azzolini nacque a Napoli il 5 dicembre 1881 da Alfonso Azzolini, dirigente del Banco di Calabria, e Maria Carolina Serrao, figlia di un magistrato.
Nel 1900 conseguì la maturità classica presso il Liceo Giambattista Vico. Iscrittosi alla facoltà di giurisprudenza dell'Università di Napoli, si laureò nel 1904. In questo periodo ebbe modo di venire a contatto con insegnanti di grande spessore intellettuale e morale come Giorgio Arcoleo, Napoleone Colajanni, Emanuele Gianturco, Augusto Graziani, Luigi Miraglia, Enrico Pessina e Francesco Saverio Nitti, insegnante di scienza delle finanze, quest’ultimo fu relatore della sua tesi di laurea. Azzolini mantenne i rapporti con Nitti oltre il corso degli studi universitari, rinsaldandoli al rientro di Nitti in Italia dopo la fine della seconda guerra mondiale.

### Ministero del Tesoro
Assunto al Ministero del Tesoro nel 1905, fece carriera fino a diventare Direttore Generale nel 1927.

### Governatore della Banca d'Italia

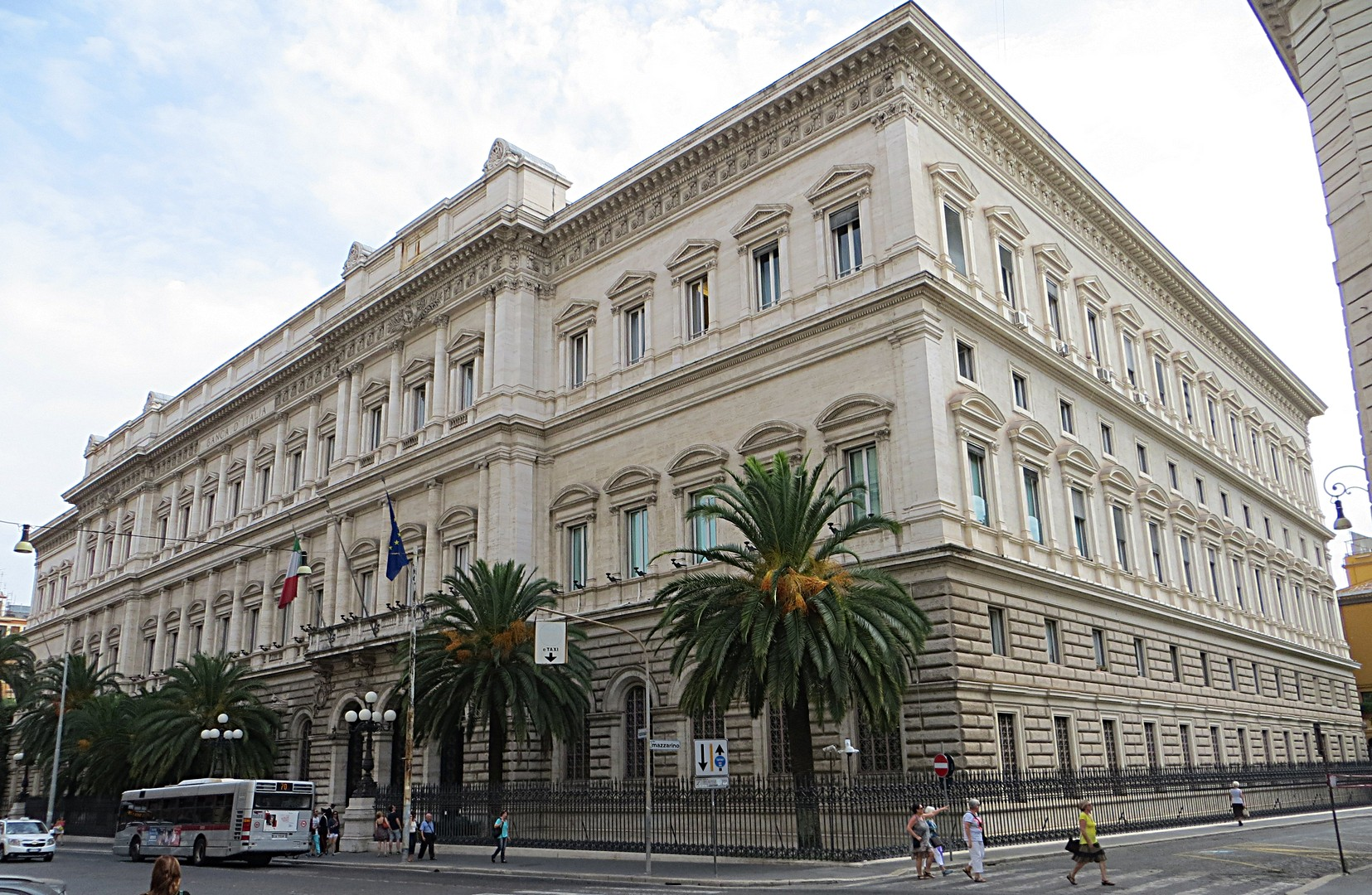
Palazzo Koch, sede della Banca d'Italia

Nel 1928 fu nominato direttore generale della Banca d'Italia, e Bonaldo Stringher divenne governatore. Quando quest'ultimo si ammalò Azzolini in quanto numero due esercitò le sue funzioni e nel 1931, dopo la sua morte, fu nominato governatore.
Si trovò ad operare in un’epoca di profonde trasformazioni delle strutture economiche e finanziarie del nostro paese. L'inizio del suo mandato di governatore della Banca d'Italia coincise con la catastrofe del sistema monetario internazionale e con gli effetti della grande depressione dei primi anni Trenta. I costosi interventi nelle crisi bancarie videro Azzolini mediatore tra il modello privatistico-liberale della banca d’emissione, e i nuovi obiettivi pubblicistici che andavano emergendo, che codussero alla riforma bancaria del 1936 che plasmò la Banca centrale come oggi la conosciamo, da un lato attribuendole maggiori poteri e dall’altro inserendola definitivamente nella sfera pubblica (da: "Il Governatore Vincenzo Azzolini 1931-1944 di Alessandro Roselli").
Fra i meriti da ascrivere ad Azzolini figura senz'altro il potenziamento del Servizio Studi e l'assunzione di Paolo Baffi chiamato a far parte di quell'ufficio (nel Dopoguerra Baffi ne diverrà direttore). Come il suo predecessore Stringher, Azzolini si avvalse delle consulenze di Giorgio Mortara, maestro di Baffi. E dopo l'entrata in vigore delle leggi razziali del 1938 Azzolini agevolò in tutti i modi l'espatrio del grande economista mantovano. Arricchì anche il patrimonio artistico dell'Istituto di emissione, autorizzando l'acquisizione per circa 1 milione di lire della parte della collezione di opere d'arte raccolta da Riccardo Gualino spettanta all'IRI (che con la Banca d'Italia era il principale creditore dell'imprenditore torinese). Dall'unione con l'altra metà già di proprietà di via Nazionale, e con il recupero nel Dopoguerra delle opere di arte asiatica che la Banca aveva stoccato in un deposito nella filiale di Torino (e della cui esistenza si era addirittura persa memoria) la collezione sarà infine completata. Azzolini autorizzò anche l'acquisto di libri rari e preziosi stampati dal XV al XIX secolo.

### Il trafugamento del patrimonio aureo
La vicenda del patrimonio aureo della Banca asportata dai nazisti durante la guerra mondiale comportò per Azzolini una lunga vicenda giudiziaria. Ma essa si concluse con la sua piena assoluzione.
Nel settembre 1943 il patrimonio aureo dell'Istituto ammontava a 119,5 tonnellate. Di esso, 14,4 tonnellate erano state requisite dall'Italia alla Francia, 8,3 alla Iugoslavia e 370 chilogrammi alla Grecia come preda di guerra. Altre 3,6 tonnellate appartenevano alla Zecca dello Stato, all'Istituto nazionale dei cambi con l'estero (INCE) e al ministero degli Scambi e valute, e si trovavano nei forzieri di Palazzo Koch a titolo di deposito. 
Per metterlo al riparo dalle mire tedesche, a metà settembre del 1943 il vice direttore generale Niccolò Introna suggerì al governatore di murare il patrimonio aureo dell'Istituto in un'intercapedine adiacente ai caveaux di Palazzo Koch. Era un'idea del cassiere centrale Fabio Urbini. Azzolini accolse favorevolmente la proposta di Introna. Ma in un secondo momento dispose che fossero occultata solo 51,9 tonnellate. La ricollocazione fu eseguita velocemente da una squadra  di 25 operai, sotto la supervisione del vice direttore generale. E per cautela Introna fece firmare ad Azzolini due lettere, retrodatandole al 19 dicembre 1942. La prima diretta a direttore  della filiale della Banca d'Italia di Potenza, città che quel giorno stesso, il 20 settembre 1943, stava per essere liberata dagli Alleati, con la quale si comunicava che "sarebbe pervenuta loro una partita di oro per l'ammontare di lire 1.109.160.232,23, contenuto in 154 barili e 520 bisacce" per "cauta custodia". La seconda lettera era indirizzata a Fabio Urbini informandolo che avrebbe dovuto tenere nel proprio rendiconto le partite di oro inviate altrove. 
Ma nella tarda mattinata del 20 settembre Azzolini convocò il Direttorio, per informarlo della richiesta trasmessa dal rappresentante a Roma del governo nazista, Rudolf Rahn, di trasferire entro le 15 del giorno stesso l'oro al Nord. Azzolini aggiunse di essere venuto a conoscenza che gli occupanti erano in possesso della documentazione depositata presso lo Stato Maggiore che attestava l'effettiva entità del patrimonio aureo presente nei caveaux della Banca. Alla riunione erano presenti gli altri due membri del Direttorio, ossia il direttore generale Giovanni Acanfora (nominato il 26 luglio 1943 ministro nel primo governo Badoglio, ma formalmente ancora in carica a via Nazionale) e il "vice" Introna, nonché il segretario generale Gaetano Giacomelli, il cassiere centrale Urbini e l'ispettore capo Rocco Quattrone (questi ultimi non facenti parte del Direttorio). Quindi Azzolini comunicò la sua decisione di far abbattere il muro appena eretto per chiudere l'intercapedine e di ricollocare nei caveaux la porzione del patrimonio aureo che era stata occultata. 
Come annunciato, alle 15 il console tedesco e il colonnello delle SS Herbert Kappler con un gruppo di militari si presentarono a via Nazionale. E il 22 e il 28 settembre le 119,5 tonnellate d'oro furono trasferite per via ferroviaria e sotto scorta tedesca alla sede di Milano della Banca d'Italia. Il 17 dicembre, l'oro fu spostato a Fortezza. In seguito a un accordo tra il governo della Repubblica di Salò e l'occupante nazista siglato a Fasano il 5 febbraio 1944, il 29 febbraio una prima tranche di 49,6 tonnellate partì in direzione di Berlino, e il 21 ottobre sarà raggiunta da una seconda tranche di 21,4 tonnellate. Il 20 aprile 1944 Azzolini riuscì a trasferire presso le due banche elvetiche creditrici 23,3 tonnellate, ossia poco meno del 90 per cento del metallo prezioso che a suo tempo la Banca d'Italia aveva offerto alla Banca Nazionale Svizzera e alla Banca dei Regolamenti Internazionali (BRI) in garanzia di due grossi prestiti, rispettivamente all'Istituto nazionale per i cambi con l'estero (INCE) e al Consorzio per sovvenzioni su valori industriali, prestiti che non erano mai stati rimborsati. La parte rimanente dell'oro, circa 25 tonnellate, rimase a Fortezza : circa 23 appartenevano alla Banca, il resto alla Zecca dello Stato e al ministero degli Scambi e valute. 
Dopo la Liberazione, la prima tranche di 25 tonnellate, quella rimasta a Fortezza, fu riconsegnata a via Nazionale il 17 maggio 1945 dagli angloamericani alla presenza di Niccolò Introna. Questi dal 29 luglio dell'anno precedente era stato nominato, con il beneplacito degli Alleati, commissario straordinario dell'Istituto di emissione. Altre 25 tonnellate saranno restituite, sempre per tranches, nel corso degli anni successivi. 
In tutto, sarnno recuperati circa due terzi del patrimonio aureo originario, al netto del quantitativo che era stato trafugato dall'Italia a Francia, Grecia e Iugoslavia (e che anziché rientrare in Italia sarà restituito a quei paesi, con l'eccezione della Iugoslavia che rinunciò al 30 per cento della sua porzione) e dell'oro ceduto alle banche elvetiche..

### Il processo e l'assoluzione finale
Dopo la Liberazione di Roma, il 10 giugno 1944 fu destituito dalla carica e messo agli arresti domiciliari. Il 1º agosto per ordine di Carlo Sforza, presidente dell'Alto commissariato per le sanzioni contro il fascismo appena creato, e su richiesta del pubblico ministero Mario Berlinguer, l'ormai ex-governatore fu tratto agli arresti con l'imputazione di alto tradimento a seguito della consegna del patrimonio aureo della Banca ai tedeschi. Il 14 ottobre dello stesso anno l'Alta corte di giustizia per le sanzioni contro il fascismo lo dichiarò colpevole condannandolo a trent'anni di reclusione. Gli furono riconosciute le circostanze attenuanti, e questo gli evitò la condanna a morte. A Regina Coeli fu nominato vicedirettore della biblioteca del carcere. Il 6 agosto 1946 Giuseppe Paupini, segretario della Nunziatura apostolica, intervenne presso Alcide De Gasperi perché fosse riesaminato il caso. La Corte d'Appello di Roma, il 28 settembre 1946, dichiarò estinto per amnistia il delitto a lui imputato dall'Alta Corte. Azzolini fu così messo in libertà, e a seguito di un ricorso presentato al massimo grado della giustizia civile e penale il 14 febbraio 1948 la corte di cassazione annullò senza rinvio la sentenza dell'Alta Corte, con la motivazione che "...il fatto non costituisce reato". 
Nel 1951 fu nominato presidente della Spafid, una società del gruppo Mediobanca, e nel 1955 della Compagnia finanziaria investimenti azionari del gruppo La Centrale.